# Sonia Cruz
Sonia Yesenia Cruz Ayala (San Salvador, 1990) è una modella salvadoregna, incoronata Nuestra Belleza El Salvador Universo 2010 durante l'evento tenutosi presso gli studi televisivi di Telecorporación Salvadoreña il 5 giugno 2010.
In precedenza la Cruz era stata eletta regina della Fiestas Agustinas, una festività tradizionale salvadoregna in memoria della Trasfigurazione di Gesù.
Vincendo il titolo, Sonia Cruz ha rappresentato la propria nazione  in occasione di Miss Universo 2010, concorso trasmesso dal vivo da Paradise (Nevada) il 23 agosto, dove la Cruz ha gareggiato insieme alle altre ottantadue delegate nazionali che aspiravano alla corona poi vinta da Ximena Navarrete del Messico.
Dopo Miss Universo 2010, Sonia Crus ha rappresentato El Salvador a Miss Continente Americano 2010, tenuto il 18 settembre 2010 a Guayaquil, Ecuador.